# Linha 5 do Metropolitano de Paris

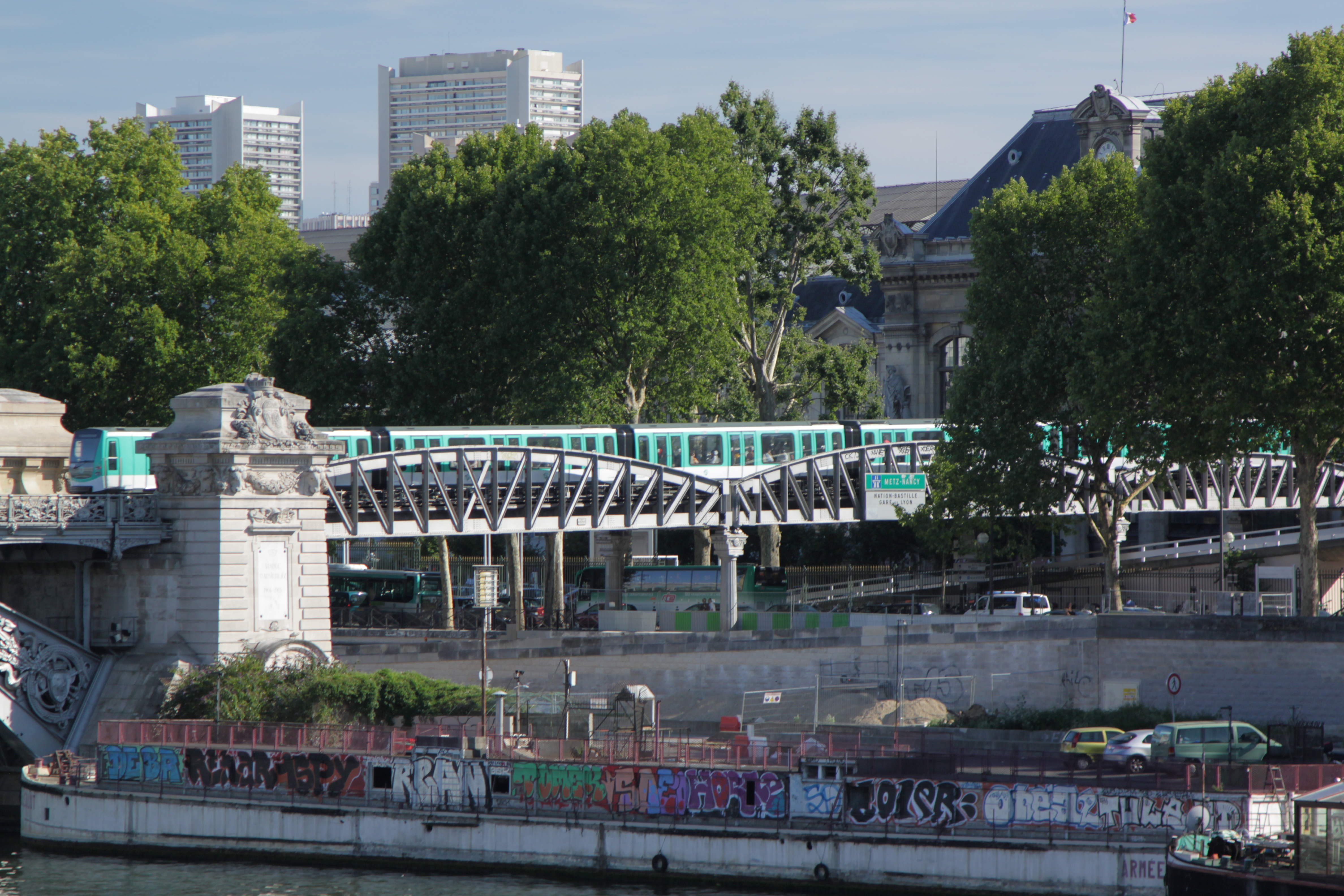
Um trem MF 01 saindo do viaduto de Austerlitz.

A Linha 5 do Metropolitano de Paris é uma das 16 linhas do metrô de Paris. Ela vai de Bobigny - Pablo Picasso, em Bobigny, a Place d'Italie.

## História
A linha 5 foi inaugurada em 1906 com uma seção da Gare d'Orléans ou Gare d'Austerlitz à Place d'Italie. Em seguida foi estendida temporariamente a Gare de Lyon e depois a Lancry (Jacques Bonsergent).
Em 1907 a Linha 2 Sud que ia de Étoile a Place d'Italie foi incorporada à linha 5. A linha foi estendida de Lancry para a Gare du Nord.
Em 1936 a estação Gare du Nord foi reconstruída para que a linha possa ser estendida posteriormente.
Em 1939 a estação Arsenal no início da Segunda Guerra Mundial acabou por ser fechada permanentemente.
Em 1942 o trecho Étoile - Place d'Italie da linha foi transferida para a Linha 6 (Place d'Italie - Nation). A Linha 5 passou a ir a Église de Pantin.
Em 1985 a linha foi estendida a Bobigny - Pablo Picasso..

## Estações
- Bobigny - Pablo Picasso

Plano da linha.

- Bobigny - Pantin - Raymond Queneau
- Église de Pantin
- Hoche
- Porte de Pantin
- Ourcq
- Laumière
- Jaurès
- Stalingrad
- Gare du Nord
- Gare de l'Est
- Jacques Bonsergent
- République
- Oberkampf
- Richard-Lenoir
- Bréguet - Sabin
- Bastille
- Quai de la Rapée
- Gare d'Austerlitz
- Saint-Marcel
- Campo-Formio
- Place d'Italie

## Extensão
Uma estação intermediária, Bobigny - la Folie, pode ser construída entre as estações Bobigny - Pablo Picasso e Bobigny - Pantin - Raymond Queneau. O trecho atual entre as duas é um dos mais longos entre estações da rede de metrô (excluindo as linhas do RER). A estação poderá ser concluída em 2016.
Uma extensão sul de Place d'Italie a Place de Rungis pode ser construída entre 2020-2030.

## Turismo
A linha 5 atravessa Paris de sul a nordeste e serve vários locais de animação, monumentos e bairros turísticos. Ela passa por dois pontos de encontro bem conhecidos dos parisienses, Praça da Bastilha e a Praça da República, e atende a três estações. A travessia do Sena no Viaduto de Austerlitz também oferece uma vista única do rio, da Catedral de Notre-Dame de Paris e da Biblioteca Nacional da França. Os locais de interesse, de sul a nordeste, são os seguintes:
- a Place d'Italie e o bairro Butte-aux-Cailles, na estação Place d'Italie;
- o Hospital Pitié-Salpêtrière, na estação Saint-Marcel;
- a Gare d'Austerlitz e o Jardim das Plantas, na estação Gare d'Austerlitz;
- o Porto do Arsenal, nas estações Quai de la Rapée e Bastille;
- a Praça da Bastilha e a Ópera da Bastilha, na estação Bastille;
- a Praça da República, na estação République;
- as Gares de l'Est e du Nord, nas estações homônimas;
- o bairro de La Villette com o canal Saint-Martin, nas estações Stalingrad e Jaurès;
- o Parc de la Villette, onde estão instaladas a Cité de la musique e a Philharmonie de Paris, na estação Porte de Pantin;
- as margens do Canal de l'Ourcq, nas estações Église de Pantin e Bobigny - Pantin - Raymond Queneau.